# Epinephelus daemelii
Epinephelus daemelii, tên thông thường là Saddletail grouper, là một loài cá biển thuộc chi Epinephelus trong họ Cá mú. Loài này được mô tả lần đầu tiên vào năm 1876.

## Phân bố và môi trường sống
E. daemelii có phạm vi phân bố giới hạn ở Tây Thái Bình Dương. Loài này được tìm thấy ở vùng nước ôn đới và cận nhiệt đới ấm áp ở Úc, từ phía nam bang Queensland đến vùng ranh giới bang New South Wales và bang Victoria. Ở phía đông, nó có mặt ở đảo Lord Howe và đảo Norfolk, xung quanh các rạn san hô Elizabeth và rạn san hô Middleton, ở phía bắc biển Tasman, các khu vực phía bắc Đảo Bắc, New Zealand và quần đảo Kermadec. Các mẫu vật cá con đã được thu thập ở phía nam New Zealand. Cá trưởng thành sống xung quanh các rạn san hô và các bãi đá ngầm ở độ sâu khoảng 50 m trở lại, nhưng ít nhất một ghi nhận đã được tìm thấy ở độ sâu hơn 100 m.
Số lượng của E. daemelii đã bị suy giảm nghiêm trọng kể từ đầu thế kỷ 20. Bằng chứng là từ thập niên 1950 đến thập niên 1970 đã bị đánh bắt quá mức, vì những cá thể lớn sau đó hiếm khi được nhìn thấy ở New South Wales. E. daemelii được xếp vào danh sách Loài sắp bị đe dọa.

## Mô tả
E. daemelii trưởng thành có chiều dài cơ thể lớn nhất đo được là khoảng 45 cm. Thân thuôn dài, hình bầu dục. Cơ thể cá trưởng thành có màu xám đen với rất nhiều đốm trắng phủ khắp đầu và thân, và trên cả các vây. 6 dải sọc sẫm hầu như luôn luôn xuất hiện ở nửa thân trên. Đuôi bo tròn, có viền đen.
Số gai ở vây lưng: 11; Số tia vây mềm ở vây lưng: 15 - 17; Số gai ở vây hậu môn: 3; Số tia vây mềm ở vây hậu môn: 8; Số tia vây mềm ở vây ngực: 17 - 19; Số vảy đường bên: 49 - 52.
Thức ăn của E. daemelii là các loài cá nhỏ hơn, động vật thân mềm và động vật giáp xác, hoặc thỉnh thoảng là giun biển. Chúng được đánh bắt trong nghề cá quy mô nhỏ và bởi những người câu cá giải trí.